# Vanessa eos
Vanessa eos är en fjärilsart som beskrevs av Fritsch 1913. Vanessa eos ingår i släktet Vanessa och familjen praktfjärilar. Inga underarter finns listade i Catalogue of Life.